# اچ‌دی ۱۸۸۰۱۵
اچ‌دی ۱۸۸۰۱۵ یک ستاره است که در صورت فلکی روباهک قرار دارد.